# Andrena fukaii
Andrena fukaii är en biart som beskrevs av Cockerell 1914. Andrena fukaii ingår i släktet sandbin, och familjen grävbin. Inga underarter finns listade i Catalogue of Life.